# Benedek Ernő
Benedek Ernő (1936-ig Bechinger Ernő; Budapest, Józsefváros, 1905. augusztus 29. – 1943. március 15.) polgári iskolai tanár, író.
Írói álnevei: E. Bechinger, B. Beck, Ernest Beck, Ernst Beck, E. Beck, E. B. Benfors, E. G. Benfors, Benfors, Benforst, E. B. Boyd, A. B. Boyd B. Bradon, Jimmy Bronx, Cowboy, Ernest Hylton, E. Hylton, E. Hilton, T. Hilton B. Lint

## Élete
Szülei Bechinger Géza könyvelő és Brust (Bruszt) Irén (1876–1943) postai segédellenőr. 1925 júniusában a Budapest II. kerületi Hunfalvi János Felső Kereskedelmi Iskolában érettségizett. 1928-tól a Mexikói úti, ma Mozgásjavító Általános Iskolaként ismert intézmény tanára volt. 1937 decemberében a Herminamezői Szentlélek Plébániatemplom 898/1937. számú bizonyítványa szerint kikeresztelkedett a római katolikus vallásra.
Elbeszélései az Élet című katolikus szépirodalmi hetilapban jelentek meg. 1936-tól különféle álneveken kalandos, főleg vadnyugati környezetben játszódó regényeket írt, amelyek leginkább a Tarka regénytár sorozatban jelentek meg. De írt kémtörténetet is Kémek harca címmel illetve változatos helyszíneken játszódó egyéb kalandregényeket (A hindu bosszúja, Dráma az Északi Sarkon, 1938) sőt krimiket is.
1941-ben jelent meg munkahelye támogatásával, kiadásában egyik tanítványának megrendítő története Kövi Kiss András útja címmel.
Több regénye 1945 után illetve 1989 után is újból megjelent és e-könyvként is hozzáférhető.
Szakcikkeket pedagógiai szaklapokban Bechinger Ernő néven publikált.

## Regényei
- Benedek Ernő: Kövi Kiss András útja – egy nyomorék fiú regénye, Nyomorék Gyermekek Országos Otthona, 1941
- Benedek Ernő: Margit nővér, Soóky Könyvek, Budapest, 1942 (kisregény)
- Benedek Ernő: Nyiltszini taps – romantikus történet, Baross Ny., Pestszentlőrinc, 1942, Csíkos sarkú regények sorozat
- Benedek Ernő: Éva, Kaland Könyvkiadó, Budapest, 1942
- Benedek Ernő: A vágyak szigete, Aurora, Budapest, 1943 (kisregény)

Vadnyugati és egyéb kalandregényei:
- E. B. Boyd: Texasi Jack, a préri ostora, szerzői magánkiadás, 1935?
- E. Beck: A préri királya, Tarka regénytár II/43., Stádium Kiadó, Budapest, 1936; Népszava, 1989, Vadnyugati történetek sorozat, ISBN 963 322 946 4 (Azonos a Bill Red, a préri királya címmel is megjelent regénnyel.)
- E. Beck: A vesztes, Tarka regénytár II/44., Stádium Kiadó, Budapest, 1936
- E. Bechinger:[18] Kémek harca, Tarka regénytár II/50., Stádium Kiadó, Budapest, 1936
- Ernest Beck: A hindu bosszúja, Tarka regénytár III/9., Stádium Kiadó, Budapest, 1937; ENA Kft., Budapest, 1992, Új Régi Könyvek sorozat 1., ISBN 963-7923-20-9
- E. Beck: A fekete lovas, Tarka regénytár III/18., Stádium Kiadó, Budapest, 1937
- E. Beck: Az új sheriff,[19] Tarka regénytár III/24., Stádium Kiadó, Budapest, 1937
- E. G. Benfors: A lángoló préri,[20] Tarka regénytár III/31., Stádium Kiadó, Budapest, 1937
- Ernest Beck: Vadnyugati párbaj, Tarka regénytár III/34., Stádium Kiadó, Budapest, 1937
- Ernest Beck: A száguldó bosszú,[21] Tarka regénytár III/45., Stádium Kiadó, Budapest, 1937
- T. Hilton:[22] Arizona ostora, Tarka regénytár III/48., Stádium Kiadó, Budapest, 1937
- Ernest Beck: Bill Red, a Vadnyugat fia,[23] Tarka regénytár III/49., Stádium Kiadó, Budapest, 1937; ENA Kft., Budapest, 1992, Új Régi Könyvek sorozat 2., ISBN 963-7923-27-6
- Ernest Beck: A titokzatos árnyék – Bill Red kalandja, Tarka regénytár III/52., Stádium Kiadó, Budapest, 1937; A titokzatos árnyék, Népszava, Budapest, 1988, Vadnyugati történetek sorozat ISBN 963-322-782-8
- Ernest Beck: Bill Red a préri párduca,[24] Tarka regénytár IV/5., Stádium Kiadó, Budapest, 1938
- Ernest Beck: A vágottképű, Tarka regénytár IV/8., Stádium Kiadó, Budapest, 1938
- E. Hylton: A fekete hajó kormányosa, Tarka regénytár IV/9., Stádium Kiadó, Budapest, 1938
- Ernest Beck: Az aranyvonat – Bill Red kalandja, Tarka regénytár IV/10., Stádium Kiadó, Budapest, 1938
- E. Hylton: A hómezők kincse, Tarka regénytár IV/12., Stádium Kiadó, Budapest, 1938
- Ernest Beck: A végzet lovasa – Bill Red kalandja, Tarka regénytár IV/14., Stádium Kiadó, Budapest, 1938
- E. Hylton: Az aranymezők kísértete,[25] Tarka regénytár IV/17., Stádium Kiadó, Budapest, 1938
- Jimmy Bronx: A pörölyöklű,[26] Tarka regénytár IV/18., Stádium Kiadó, Budapest, 1938
- E. Hylton: Big Bill az ördöglovas, Tarka regénytár IV/21., Stádium Kiadó, Budapest, 1938
- Ernest Hylton: Az Ördögsziget császára, Tarka regénytár IV/23., Stádium Kiadó, Budapest, 1938
- Ernest Beck: A Vadnyugat vámszedője – Bill Red kalandja, Tarka regénytár IV/25., Stádium Kiadó, Budapest, 1938
- Ernest Beck:[27] A fekete brigád, Tarka regénytár IV/32., Stádium Kiadó, Budapest, 1938
- E. Hylton: A felhőkarcolók hiénái, Tarka regénytár IV/33., Stádium Kiadó, Budapest, 1938
- Ernest Hylton: Dráma az Északi Sarkon, Tarka regénytár IV/37., Stádium Kiadó, Budapest, 1938; ENA Kft., Budapest, 1992, Új Régi Könyvek sorozat 6., ISBN 963-7923-27-6
- E. Hylton: Big Bill az Átkozottak völgyében, Tarka regénytár IV/44., Stádium Kiadó, Budapest, 1938
- Benedek Ernő: Felkelők, Tarka regénytár IV/47., Stádium Kiadó, Budapest, 1938
- E. Hylton: A gyémántmezők rabszolgái, Tarka regénytár IV/51., Stádium Kiadó, Budapest, 1938
- E. Hilton:[28] Big Bill a texasi lovas, Tarka regénytár V/3., Stádium Kiadó, Budapest, 1939
- E. Hylton: Big Bill a vándorsheriff, Tarka regénytár V/9., Stádium Kiadó, Budapest, 1939
- E. Hylton: Big Bill a Colt királya, Tarka regénytár V/14., Stádium Kiadó, Budapest, 1939
- Ernest Hylton: Big Bill a Hallgatás Völgyében, szerzői magánkiadás, Budapest, 19??
- E. B. Boyd: A cayennei halálcsapda, Tarka regénytár V/24., Stádium Kiadó, Budapest, 1939
- E. Hylton: A néma erdő titka, Tarka regénytár V/23., Stádium Kiadó, Budapest, 1939
- E. B. Boyd: Az álarcos, Tarka regénytár V/25., Stádium Kiadó, Budapest, 1939
- Ernest Beck: Az ezüstvölgy titka, Tarka regénytár V/27., Stádium Kiadó, Budapest, 1939
- E. B. Boyd: Az óceánrepülő, Tarka regénytár V/29., Stádium Kiadó, Budapest, 1939
- Ernest Beck: A bagdadi légió, Tarka regénytár V/30., Stádium Kiadó, Budapest, 1939
- E. B. Boyd: Texasi Jack, Tarka regénytár V/32., Stádium Kiadó, Budapest, 1939
- E. B. Boyd: A szudáni halálmező, Tarka regénytár V/34., Stádium Kiadó, Budapest, 1939
- E. B. Boyd: Texasi Jack, a préri lovagja,[29] Tarka regénytár V/36., Stádium Kiadó, Budapest, 1939; Népszava, Budapest, 1990, Vadnyugati történetek, ISBN 963-322-964-2
- E. B. Boyd: Texasi Jack Csikágóban,[30] Tarka regénytár V/39., Stádium Kiadó, Budapest, 1939
- Ernest Hylton:[31] Fekete apostolok, Tarka regénytár V/41., Stádium Kiadó, Budapest, 1939
- E. B. Boyd: Texasi Jack Arizonában, Tarka regénytár V/42., Stádium Kiadó, Budapest, 1939
- E. B. Boyd: Texasi Jack Montanában, szerzői magánkiadás, 1939
- B. Bradon: Kid, a sheriff, szerzői magánkiadás, 1939
- E. Beck: Fel a kezekkel!, Központi Sajtóvállalat, Budapest, 1940
- E. Hylton: Big Bill, a sheriff, szerzői magánkiadás, 1940
- B. Bradon: Kid, a cowboy, szerzői magánkiadás, 1940
- A. B. Boyd:[32] Texasi Jack – az eladó város, szerzői magánkiadás, 1940
- E. B. Benfors: A texasi sakál, szerzői magánkiadás, 1940
- Ernst Beck: A zuhanó halál, Aurora, Budapest, 1941
- E. B. Boyd: A texasi lovas,[33] Tarka regénytár VI/6., Stádium Kiadó, Budapest, 1941
- E. B. Boyd: Texasi Jack, Idaho seriffje, Tarka regénytár VI/7., Stádium Kiadó, Budapest, 1941
- E. B. Boyd: Párbaj a prérin, Tarka regénytár VI/12., Stádium Kiadó, Budapest, 1941
- E. B. Boyd: Bill, a préricsendőr, Tarka regénytár VI/15., Stádium Kiadó, Budapest, 1941
- E. B. Boyd: Üvöltés az éjszakában, Tarka regénytár VI/20., Stádium Kiadó, Budapest, 1941
- E. B. Boyd: Tom, a cirkusz cowboya, Tarka regénytár VI/25., Stádium Kiadó, Budapest, 1941
- E. B. Boyd: Az indiánok ösvényén, Tarka regénytár VI/28., Stádium Kiadó, Budapest, 1941
- E. B. Boyd: Buffalo Jack a préri lovasa, Tarka regénytár VI/34., Stádium Kiadó, Budapest, 1941
- E. B. Boyd: A fekete csuklyás,[34] Tarka regénytár VI/36., Stádium Kiadó, Budapest, 1941
- Cowboy: Buffalo Jack a sheriff,[35] Tarka regénytár VI/38., Stádium Kiadó, Budapest, 1941
- E. B. Boyd: Buffalo Jack, a Vadnyugat ostora, Tarka regénytár VI/45., Stádium Kiadó, Budapest, 1941
- E. B. Boyd: A mexikói sátán,[36] Tarka regénytár VI/48., Stádium Kiadó, Budapest, 1941
- E. B. Boyd: Buffalo Jack lesújt, Kaland Könyvkiadó, Budapest, 1942
- E. B. Boyd: Buffalo Jack Mexikóban, Globus Ny., Budapest, 1942
- E. B. Boyd: Buffalo Jack törvényt ül, Globus Ny., Budapest, 1942
- E. Beck: Bill Red a texasi lovas, Globus Ny., Budapest, 1942
- E. B. Boyd: Texasi Jack, a hegyek királya, Kaland Könyvkiadó, Budapest, 1942 (kisregény)
- E. B. Boyd: Texasi Jack Californiában, Globus Ny., Budapest, 1942 (kisregény)
- E. B. Boyd: Texasi Jack csapdában, Kaland Könyvkiadó, Budapest, 1942 (kisregény)
- E. B. Boyd: Texasi Jack közbelép, Kaland Könyvkiadó, Budapest, 1942 (kisregény)
- E. B. Boyd: Texasi Jack újra elindul, Kaland Könyvkiadó, Budapest, 1942 (kisregény)
- Benedek Ernő: S.O.S., Központi Sajtóvállalat, Budapest, 1942, Új Élet regénytár 270.
- E. Hylton: Marschall a préri hőse, Kaland Könyvkiadó, Budapest, 1942 (kisregény)
- E. Hylton: A lasszódobó Marschall, Kaland Könyvkiadó, Budapest, 1942
- E. Beck: Bill Red, a vándorsheriff, Kaland Könyvkiadó, Budapest, 1942
- E. Beck: Bill Red az aranymezőkön, Globus Ny., Budapest, 1942
- E. Beck: Bill Red Chicagoban, Kaland Könyvkiadó, Budapest, 1942
- E. B. Boyd: Kid, a mezítlábas sheriff, Kaland Könyvkiadó, Budapest, 1942
- E. B. Boyd: Kid harcba indul, Kaland Könyvkiadó, Budapest, 1942
- E. Hylton: Big Bill, a halállovas, Globus Ny., 1942
- E. Hylton: Big Bill, a lasszókirály, Kaland Könyvkiadó, Budapest, 1942
- E. G. Benfors: Big Bill a villámöklű, Tarka könyvek,[37] Hungária Ny., Budapest, 1946
- B. Lint:[38] A cowboyok démona, Tarka könyvek, Hungária Ny., Budapest, 1946, 32 oldal
- Benforst:[39] A gyilkos visszatér, Kaland könyvek, Anonymus Ny., Budapest, 1947
- Benfors: A „Halál” üzenete, Kaland könyvek, Anonymus Ny., Budapest, 1947